# Нойхарденберг
Нойхарденберг (на немски: Neuhardenberg) е селище в източна Германия, разположено в окръг Меркиш Одерланд на провинция Бранденбург. Населението му е 2651 души (по приблизителна оценка от декември 2017 г.).
Селото се споменава за пръв път през 14 век под името Квилиц. През 1801 година то е унищожено от пожар, след което известният архитект Карл Фридрих Шинкел го реконструира изцяло като образцово селище на неокласицизма. През 1814 година крал Фридрих Вилхелм III дава селото и разположеното в него имение на канцлера Карл Август фон Харденберг, който му дава своето име.